# Nationalliga A szwajcarska w piłce siatkowej kobiet
Nationalliga A – najwyższa w hierarchii klasa żeńskich ligowych rozgrywek siatkarskich w Szwajcarii, założona w 1959 roku. Rywalizacja w niej toczy się co sezon – systemem ligowym wraz z fazą play-off – o tytuł mistrza Szwajcarii. Za jej prowadzenie odpowiada Szwajcarski Związek Piłki Siatkowej (fr. Swiss Volley).
Drużyny które nie utrzymały się w lidze relegowane są do Nationalliga B.

## Medalistki
| Sezon     | 1. miejsce                                                   | 2. miejsce                                                   | 3. miejsce                                                   |
| --------- | ------------------------------------------------------------ | ------------------------------------------------------------ | ------------------------------------------------------------ |
| 1958/1959 | FC Luzern                                                    |                                                              |                                                              |
| 1959/1960 | Servette Genewa                                              |                                                              |                                                              |
| 1960/1961 | VBC Biel-Bienne                                              |                                                              |                                                              |
| 1961/1962 | VBC Biel-Bienne                                              |                                                              |                                                              |
| 1962/1963 | VBC Biel-Bienne                                              |                                                              |                                                              |
| 1963/1964 | SC Uni Bazylea                                               |                                                              |                                                              |
| 1964/1965 | SC Uni Bazylea                                               |                                                              |                                                              |
| 1965/1966 | SC Uni Bazylea                                               |                                                              |                                                              |
| 1966/1967 | SC Uni Bazylea                                               |                                                              |                                                              |
| 1967/1968 | SC Uni Bazylea                                               |                                                              |                                                              |
| 1968/1969 | SC Uni Bazylea                                               |                                                              |                                                              |
| 1969/1970 | SC Uni Bazylea                                               |                                                              |                                                              |
| 1970/1971 | SC Uni Bazylea                                               |                                                              |                                                              |
| 1971/1972 | SC Uni Bazylea                                               |                                                              |                                                              |
| 1972/1973 | SC Uni Bazylea                                               |                                                              |                                                              |
| 1973/1974 | SC Uni Bazylea                                               |                                                              |                                                              |
| 1974/1975 | SC Uni Bazylea                                               |                                                              |                                                              |
| 1975/1976 | SC Uni Bazylea                                               |                                                              |                                                              |
| 1976/1977 | SC Uni Bazylea                                               |                                                              |                                                              |
| 1977/1978 | SC Uni Bazylea                                               |                                                              |                                                              |
| 1978/1979 | SC Uni Bazylea                                               |                                                              |                                                              |
| 1979/1980 | SC Uni Bazylea                                               |                                                              |                                                              |
| 1980/1981 | SC Uni Bazylea                                               |                                                              |                                                              |
| 1981/1982 | SC Uni Bazylea                                               |                                                              |                                                              |
| 1982/1983 | BTV Luzern                                                   |                                                              |                                                              |
| 1983/1984 | Lausanne UC                                                  |                                                              |                                                              |
| 1984/1985 | Lausanne UC                                                  |                                                              |                                                              |
| 1985/1986 | SC Uni Bazylea                                               |                                                              |                                                              |
| 1986/1987 | SC Uni Bazylea                                               |                                                              |                                                              |
| 1987/1988 | SC Uni Bazylea                                               |                                                              |                                                              |
| 1988/1989 | VBV Montana Luzern                                           |                                                              |                                                              |
| 1989/1990 | VBV Montana Luzern                                           |                                                              |                                                              |
| 1990/1991 | BTV Luzern                                                   |                                                              |                                                              |
| 1991/1992 | BTV Luzern                                                   |                                                              |                                                              |
| 1992/1993 | BTV Luzern                                                   |                                                              |                                                              |
| 1993/1994 | BTV Luzern                                                   |                                                              |                                                              |
| 1994/1995 | RTV 1879 Basel                                               |                                                              |                                                              |
| 1995/1996 | RTV 1879 Basel                                               |                                                              |                                                              |
| 1996/1997 | BTV Luzern                                                   |                                                              | Volley Toggenburg KSV Wattwil                                |
| 1997/1998 | BTV Luzern                                                   | Volley Toggenburg KSV Wattwil                                |                                                              |
| 1998/1999 | Volley Toggenburg KSV Wattwil                                |                                                              | Volley Köniz                                                 |
| 1999/2000 | Volley Köniz                                                 | VC Kanti Schaffhausen                                        |                                                              |
| 2000/2001 | Volley Köniz                                                 |                                                              | Volleyball Franches-Montagnes                                |
| 2001/2002 | Volley Köniz                                                 |                                                              |                                                              |
| 2002/2003 | Volley Köniz                                                 |                                                              |                                                              |
| 2003/2004 | Volley Köniz                                                 |                                                              |                                                              |
| 2004/2005 | Voléro Zurych                                                | Volley Köniz                                                 | Volleyball Franches-Montagnes                                |
| 2005/2006 | Voléro Zurych                                                | Volleyball Franches-Montagnes                                | Volley Köniz                                                 |
| 2006/2007 | Voléro Zurych                                                | Volley Köniz                                                 |                                                              |
| 2007/2008 | Voléro Zurych                                                | VC Kanti Schaffhausen                                        | Volley Köniz                                                 |
| 2008/2009 | Volley Köniz                                                 | VC Kanti Schaffhausen                                        | Voléro Zurych                                                |
| 2009/2010 | Voléro Zurych                                                | Volley Köniz                                                 | NUC Volleyball                                               |
| 2010/2011 | Voléro Zurych                                                | NUC Volleyball                                               | Volleyball Franches-Montagnes                                |
| 2011/2012 | Voléro Zurych                                                | VC Kanti Schaffhausen                                        | Volley Köniz                                                 |
| 2012/2013 | Voléro Zurych                                                | NUC Volleyball                                               | Volley Köniz                                                 |
| 2013/2014 | Voléro Zurych                                                | Volley Köniz                                                 | VC Kanti Schaffhausen                                        |
| 2014/2015 | Voléro Zurych                                                | Volley Köniz                                                 | VC Kanti Schaffhausen                                        |
| 2015/2016 | Voléro Zurych                                                | Sm’Aesch Pfeffingen                                          | Volley Düdingen                                              |
| 2016/2017 | Voléro Zurych                                                | Sm’Aesch Pfeffingen                                          | Volleyball Franches-Montagnes                                |
| 2017/2018 | Voléro Zurych                                                | Sm’Aesch Pfeffingen                                          | Volley Düdingen                                              |
| 2018/2019 | NUC Volleyball                                               | Sm’Aesch Pfeffingen                                          | Volley Düdingen                                              |
| 2019/2020 | Ze względu na pandemię COVID-19 rozgrywki zostały przerwane. | Ze względu na pandemię COVID-19 rozgrywki zostały przerwane. | Ze względu na pandemię COVID-19 rozgrywki zostały przerwane. |
| 2020/2021 | NUC Volleyball                                               | Volley Düdingen                                              | Sm’Aesch Pfeffingen                                          |
| 2021/2022 | NUC Volleyball                                               | Sm’Aesch Pfeffingen                                          | VC Kanti Schaffhausen                                        |
| 2022/2023 | NUC Volleyball                                               | Volley Düdingen                                              | Volley Lugano                                                |

## Nagrody indywidualne

### MVP sezonu
| Sezon     | Zawodniczka             | Klub                  |
| --------- | ----------------------- | --------------------- |
| 1999/2000 | Su Huijuan              | VC Kanti Schaffhausen |
| 2000/2001 | Janete Strazdina        | Volley Köniz          |
| 2001/2002 | Zdenka Víčková          | Volley Köniz          |
| 2002/2003 | Zdenka Víčková          | Volley Köniz          |
| 2003/2004 | Zdenka Víčková          | Volley Köniz          |
| 2004/2005 | Jewgienija Artamonowa   | Voléro Zurych         |
| 2005/2006 | Logan Tom               | Voléro Zurych         |
| 2006/2007 | Virginie De Carne       | Voléro Zurych         |
| 2007/2008 | Robyn Ah Mow-Santos     | Voléro Zurych         |
| 2008/2009 | Nootsara Tomkom         | VC Kanti Schaffhausen |
| 2009/2010 | Onuma Sittirak          | Volley Köniz          |
| 2010/2011 | Brankica Mihajlović     | Voléro Zurych         |
| 2011/2012 | Jelena Alajbeg          | Voléro Zurych         |
| 2012/2013 | Nancy Carillo de la Paz | Voléro Zurych         |

Źródło: MVP Indoor (seit 2000). volleyball.ch. [dostęp 2013-08-13]. [zarchiwizowane z tego adresu (2013-09-02)]. (ang.).